# Qué bendición
Qué bendición es el décimo álbum de estudio y undécimo en general de la banda sinaloense mexicana MS de Sergio Lizárraga, lanzado el 5 de febrero de 2016 bajo el sello independiente Lizos Music. El álbum se compone de trece canciones de música tradicional y popular mexicana.

## Antecedentes
«Qué bendición» fue grabado en la ciudad de Mazatlán, Sinaloa y producido por Sergio Lizárraga.
Este álbum se conforma por 13 temas de compositores como Horacio Palencia, Espinoza Paz, Edén Muñoz y Omar Tarazón.

## Sencillos
«Solo con verte» fue lanzado como primer sencillo del álbum el 5 de noviembre de 2015. El video de la canción autoría de Horacio Palencia fue filmado en Tapalpa, Jalisco y está basado en una historia de romance de recién casados.

El segundo sencillo del álbum «Me vas a extrañar» (compuesto por Horacio Palencia y Joss Favela) fue lanzado el 4 de abril de 2016. El video fue grabado en la ciudad de Miami, Florida y publicado el 25 de abril de 2016.
«Tengo que colgar» fue lanzado como tercer y último sencillos del álbum, está compuesto por Edén Muñoz. El video fue grabado en diferentes locaciones de la ciudad de Los Ángeles, California, en el, los protagonista Elías Nordhal y Alan Ramírez a lo largo de la historia se diputan el amor de una mujer. Fue lanzado el 20 de septiembre de 2016.

## Lista de canciones
Créditos adaptados de allmusic.

| N.º   | Título                  | Escritor(es)                            | Duración |  |
| 1.    | «Que bendición»         | Horacio Palencia                        | 2:30     |  |
| 2.    | «Solo con verte»        | Horacio Palencia                        | 3:12     |  |
| 3.    | «Me vas a extrañar»     | José Alberto Inzunza y Horacio Palencia | 2:56     |  |
| 4.    | «Si te dejo de querer»  | David Orozco y Horacio Palencia         | 2:24     |  |
| 5.    | «A mi me está doliendo» | Espinoza Paz                            | 3:45     |  |
| 6.    | «Mala experiencia»      | Omar Tarzón                             | 2:45     |  |
| 7.    | «De haber sabido»       | Edén Muñoz                              | 4:02     |  |
| 8.    | «No soy como piensas»   | Geovani Cabrera y Horacio Palencia      | 3:30     |  |
| 9.    | «Porque al conocerte»   | Horacio Palencia                        | 2:27     |  |
| 10.   | «Tengo que colgar»      | Edén Muñoz                              | 4:08     |  |
| 11.   | «Que fuimos»            | Espinoza Paz                            | 3:37     |  |
| 12.   | «No será la última vez» | Espinoza Paz                            | 3:42     |  |
| 13.   | «Este borracho»         | Omar Tarzón                             | 2:25     |  |
| 41:38 |                         |                                         |          |  |

## Personal
- Productor: Sergio Lizárraga Lizárraga
- Arreglos: Sergio Lizárraga, Himar Loredo y Adrián Tostado "El Tesoro"
- Ingeniero de Mezcla y Mastering: Ramón Sánchez y Alberto Lizárraga
- Estudio: 21 Mazatlán, Sinaloa

## Posicionamiento en listas
| Estados Unidos | Billboard 200              | 71 |
| Estados Unidos | US Latin Albums            | 1  |
| Estados Unidos | US Regional Mexican Albums | 1  |
| México         | Top 20 (AMPROFON)          | 6  |

| País           | Lista                      | Mejor posición |      |      |      |      |      |
| 2016           | 2016                       | 2016           | 2016 | 2016 | 2016 | 2016 | 2016 |
| -------------- | -------------------------- | -------------- | ---- | ---- | ---- | ---- | ---- |
| Estados Unidos | US Latin Albums            | 4              |      |      |      |      |      |
| Estados Unidos | US Regional Mexican Albums | 2              |      |      |      |      |      |
| México         | Top 100 (AMPROFON)         | 54             |      |      |      |      |      |
| 2017           |                            |                |      |      |      |      |      |
| Estados Unidos | US Latin Albums            | 15             |      |      |      |      |      |
| Estados Unidos | US Regional Mexican Albums | 2              |      |      |      |      |      |
| 2018           |                            |                |      |      |      |      |      |
| Estados Unidos | US Latin Albums            | 18             |      |      |      |      |      |
| Estados Unidos | US Regional Mexican Albums | 3              |      |      |      |      |      |
| 2019           |                            |                |      |      |      |      |      |
| Estados Unidos | US Latin Albums            | 28             |      |      |      |      |      |
| Estados Unidos | US Regional Mexican Albums | 6              |      |      |      |      |      |

### Sencillos
| 2015                                                            | «Solo con verte»    | 1 | 1 | 10 | 1 | 2 | 1 |
| 2016                                                            | «Me vas a extrañar» | 5 | 2 | 19 | 1 | 6 | 1 |
| 2016                                                            | «Tengo que colgar»  | 1 | 1 | —  | 3 | 7 | 1 |
| «—» indica un tema que no se posicionó en las listas de éxitos. |                     |   |   |    |   |   |   |

## Certificaciones
| País   | Organismo certificador | Certificación | Ventas certificadas | Simbolización |
| ------ | ---------------------- | ------------- | ------------------- | ------------- |
| México | AMPROFON               | Oro           | 30 000              | ●             |

## Premios y nominaciones
El álbum Que bendición y sus sencillos fueron nominados y galardonados en algunas ceremonias de premiación. A continuación la lista con las candidaturas que obtuvo el disco:
| Año  | Ceremonia de premiación      | Categoría                          | Trabajo nominado    | Resultado |
| ---- | ---------------------------- | ---------------------------------- | ------------------- | --------- |
| 2016 | Latin American Music Awards  | Álbum del año                      | Que bendicón        | Nominado  |
| 2016 | Latin American Music Awards  | Álbum regional mexicano favorito   | Que bendicón        | Ganador   |
| 2016 | Latin American Music Awards  | Canción del año                    | «Solo con verte»    | Nominado  |
| 2016 | Latin American Music Awards  | Canción regional mexicano favorita | «Solo con verte»    | Ganador   |
| 2016 | Premios de la radio          | Álbum del año                      | Que bendición       | Ganador   |
| 2016 | Premios de la radio          | Canción banda del año              | «Me vas a extrañar» | Ganador   |
| 2017 | Premio Lo Nuestro            | Álbum regional mexicano del año    | Que bendición       | Ganador   |
| 2017 | Premio Lo Nuestro            | Sencillo del año                   | «Solo con verte»    | Nominado  |
| 2017 | Premio Lo Nuestro            | Canción regional mexicano del año  | «Solo con verte»    | Ganador   |
| 2017 | iHeartRadio Music Awards     | Canción regional mexicano del año  | «Solo con verte»    | Ganador   |
| 2017 | Billboard Latin Music Awards | Álbum latino del año               | Que bendición       | Nominado  |
| 2017 | Billboard Latin Music Awards | Canción regional mexicano del año  | «Solo con verte»    | Ganador   |
| 2017 | Billboard Latin Music Awards | Canción regional mexicano del año  | «Me vas a extrañar» | Nominado  |
| 2017 | Billboard Latin Music Awards | Álbum regional mexicano del año    | Que bendición       | Nominado  |
| 2017 | Premios Juventud             | Mejor canción para amar            | «Tengo que colgar»  | Nominado  |
| 2017 | Premios Bandamax             | Canción del año                    | «Tengo que colgar»  | Nominado  |
| 2017 | Premios Bandamax             | Disco del año                      | Que bendición       | Ganador   |
| 2017 | Latin American Music Awards  | Canción del año                    | «Tengo que colgar»  | Nominado  |
| 2017 | Latin American Music Awards  | Canción regional mexicano favorita | «Tengo que colgar»  | Nominado  |